# Une journée sur la plage
Pour plus de détails, voir Fiche technique et Distribution.
Une journée sur la plage est un documentaire de Marie Borrelli, sorti en 2007, d'une durée de 52 minutes, produit par Comic Strip Production. et diffusé par France 3.

## Synopsis
L'auteure expose, par les témoignages filmés de retraités, des souvenirs de la Seconde Guerre mondiale.
Sont abordés dans le film collaboration, résistante, gestapo, nazisme, marché noir, etc.

## Fiche technique
- Titre : Une journée sur la plage
- Réalisation : Marie Borrelli
- Scénario : Marie Borrelli
- Photographie :
- Montage :
- Société de production : Comic Strip Production
- Pays :  France
- Genre : Documentaire
- Durée : 52 minutes
- Dates de sortie : 
  -  France : 2007

## Histoire du film
Ce film a été tourné entièrement à Nice, sur la plage publique du Negresco où chaque été, une dizaine de retraités se retrouvent. Durant la guerre, ils n'étaient que des enfants vivant aux quatre coins de France. Aujourd'hui retraités, ils évoquent leurs souvenirs de guerre, souvenirs vus selon un point de vue d'enfant.
Diffusion parallèle: ce documentaire diffusé sur Canal Maritima et France 3 est aussi visible (extraits seulement) sur le site de la réalisatrice, Marie Borrelli
Le film peut aussi être emprunté et consulté gratuitement dans le réseau des bibliothèques de France.